# Goalpara
Goalpara és una ciutat d'Assam, capital del districte de Goalpara. Està situada a la vora del Brahmaputra a 26° 10′ 12″ N, 90° 37′ 12″ E / 26.17000°N,90.62000°E. Segons el cens del 2001 la ciutat tenia 48.911 habitants (el 1901 eren 6.287 habitants). Està poblada per koch-rajbonshis. Hi resideix la princesa Pratima Barua Pandey descendent de la nissaga reial de Koch Bihar. Les llengües principals són el koch i el goalpariya.

## Història
El primer intent britànic d'interferir en els afers interns del regne ahom d'Assam fou el 1788 quan el terratinent Raush va enviar 700 sipais a Goalpara en ajut del rajà contra els seus súbdits revoltats; tots el sipais sembla que van morir o almenys cap va retornar; el 1822 fou feta capital d'un comissionariat especial i el 1826 va passar a Assam; el 1876 fou declarada capital d'un districte que va portar el seu nom però el 1879 la capital es va traslladar a Dhubri i va quedar com capital d'una subdivisió. Fou erigida en municipalitat el 1878. El 1983 Dhubri va formar un districte separat i Goalpara va esdevenir capital del districte que va conservar el nom.